# Youngblood (singel 5 Seconds of Summer)
Youngblood – utwór pop-rockowego zespołu z Australii 5 Seconds of Summer.
Wydany został jako drugi, tytułowy singel z trzeciej płyty studyjnej zespołu – Youngblood z 2018. Piosenka osiągnęła ogromny sukces komercyjny na całym świecie. Na rodzimym kontynencie utwór utrzymywał się na szczycie list przebojów przez 8 tygodni z rzędu i został piosenką numer 1 w Australii w 2018 roku. „Youngblood” uzyskało status multiplatynowy w Australii, a podczas australijskich nagród ARIA Music Awards singel wygrał w kategorii Piosenka roku. „Youngblood” to najczęściej odtwarzana australijska piosenka wszech czasów w Apple Music. Do utworu powstały 2 teledyski – regularny oraz alternatywny, i to właśnie wersja alternatywna cieszy się większą popularnością w serwisie YouTube.

## Certyfikaty i sprzedaż
| Kraj                         | Certyfikat          | Sprzedaż    |
| ---------------------------- | ------------------- | ----------- |
| Australia (ARIA)             | 13x platynowa płyta | 910 000+    |
| Belgia (BEA)                 | platynowa płyta     | 40 000+     |
| Brazylia (Pro-Música Brasil) | 2x diamentowa płyta | 320 000+    |
| Dania (IFPI Danmark)         | 4x platynowa płyta  | 360 000+    |
| Francja (SNEP)               | platynowa płyta     | 200 000+    |
| Hiszpania (Promusicae)       | platynowa płyta     | 60 000+     |
| Kanada (MC)                  | platynowa płyta     | 80 000+     |
| Meksyk (AMPROFON)            | złota płyta         | 30 000+     |
| Niemcy (BVMI)                | złota płyta         | 200 000+    |
| Nowa Zelandia (RMNZ)         | 7x platynowa płyta  | 210 000+    |
| Polska (ZPAV)                | diamentowa płyta    | 100 000+    |
| Portugalia (AFP)             | 3x platynowa płyta  | 30 000+     |
| Stany Zjednoczone (RIAA)     | 6x platynowa płyta  | 6 000 000+  |
| Szwecja (GLF) (streaming)    | 2x platynowa płyta  | 16 000 000+ |
| Wielka Brytania (BPI)        | 3x platynowa płyta  | 1 800 000+  |
| Włochy (FIMI)                | platynowa płyta     | 50 000+     |